# アシュリー・シンプソン
アシュリー・シンプソン（Ashlee Simpson 、1984年10月3日 - ）は、アメリカ合衆国のシンガーソングライター、女優。身長169cm。
実姉は歌手のジェシカ・シンプソン、元夫はフォール・アウト・ボーイのピート・ウェンツ、現在の夫は俳優のエヴァン・ロス。

## 来歴

### 生い立ち
テキサス州ウェーコ出身。父、兼プロデューサーのジョーは南部バプテスト（プロテスタント）派の牧師、母ティナは元日曜学校の教師、実姉は同じく歌手のジェシカ・シンプソン。
3歳からバレエを始め、11歳で、名門スクール・オブ・アメリカン・バレエに最年少合格者として入学。在学2年間は単身で、寄宿舎に入り、家族とは離れ離れであった。13歳で家族全員でロサンゼルスに移住。姉のジェシカ・シンプソンが歌手デビュー、アシュリーはそのバック・ダンサーとして、世界中をツアー。14歳の時に日本に訪れている。この頃よりジョーン・ジェット、デボラ・ハリーに憧れ、ロック歌手を志す様になる。

### キャリア
17歳で女優デビューし、テレビドラマ出演。19歳で念願のレコード・デビュー。MTVではアシュリーが女優から歌手になるまでの過程をドキュメンタリーした、リアリティ・ショー『MTVアシュリー・シンプソン 〜デビューへの道〜』が放送され、高視聴率を記録。デビュー・アルバム『オートバイオグラフィー（Autobiography）』は全米初登場1位、全世界で約400万枚を売上を記録する、大ヒットとなった。約2ヶ月にわたる全米ツアーを行い、数々の賞を受賞、アーティストとしてステップアップした。
2004年には初の日本ライブも行う。セカンド・アルバム『アイ・アム・ミー（I Am Me）』は、前作『オートバイオグラフィー』に続きビルボードチャート1位を獲得することが出来た。しかし同年、後述の口パク騒動が起こる。
2008年4月23日にはサード・アルバム『ビタースウィート・ワールド（Bittersweet World）』が発売された。その中にはザ・キュアーのロバート・スミスとのデュエット曲がある。これはアシュリーがシカゴでライブを行ってから、親交が深まりデュエットへと発展した、という経緯。アシュリーは「このコラボレーションは素晴らしいものになるわ!」と語った。ジョン・レジェンド、ザ・ネプチューンズのチャド・ヒューゴなどが制作に関わっている。
2009年2月、アシュリーの人生で再び女優の仕事がやってくる。全米で大人気のTVドラマ『CSI:ニューヨーク』に、夫であるピート・ウェンツと一緒にゲスト出演することになった。このゲスト出演が好評のうちに終わると、続いて1990年代に大人気となった『メルローズ・プレイス』のリメイク版ドラマへの出演依頼がくる。もちろんアシュリーはこのオファーを受け、2009年2月から撮影に参加。この時に息子であるブロンクス・モウグリも同行した。しかし、ドラマも順調に放送する中、プロデューサーがアシュリーを含むキャスト2人の降板を突如発表。アシュリーは「この役を演じるチャンスを得たことはスリリングなことだった。奇抜で不安定なキャラクターを演じるのは私がやりたかったこと。このチャンスを与えてくれたことに感謝します」とコメントした。
アシュリーは降板後、4枚目のアルバムに着手すると噂されていたが、以前出演していた舞台『シカゴ』への出演依頼が11月にやってくる。役は以前と同じRoxie Hart。2009年11月30日から2010年2月7日までその大役を果たした。

## 論争

### 口パク騒動
2004年10月に出演したコメディバラエティ番組『サタデー・ナイト・ライブ』にて、人気暴落を引き起こす大失態を犯してしまう。1曲目は問題なく歌い上げたが、2曲目を演奏しようとした瞬間、何故か1曲目と同じヴォーカルが流れ、周囲は騒然となった。彼女のマイクは口元を離れていたため、口パクが発覚。パニックになったアシュリーは謎の踊りを踊った後、バンドが演奏を続ける中、ステージを立ち去った。番組のエンディングに再び登場したアシュリーは「私のバンドが間違った曲を演奏しちゃったからどうしていいか分からなくなったの、だからホーダウンしたの」と釈明した。しかし番組終了後、彼女の公式サイトには批判の書き込みが殺到し炎上した。
『サタデー・ナイト・ライヴ』でのパフォーマンス中、ステージから立ち去ったのはアシュリーが初めてであり、唯一でもある。また、ミスをバンドのせいにしたことも炎上に火を注いだ。
その後アシュリー側は「バック・トラックを使ったのは、重度の慢性胃炎持ちであり、そのために胃酸逆流症で声が出なくなったから。彼女の調子が悪かった」とコメントしたが、天下の『サタデー・ナイト・ライブ』での失態のダメージは大きかった。『サタデー・ナイト・ライブ』出演直後、アメリカンフットボールの試合のハーフタイム・ショーに出演した時も、会場からは大ブーイングの嵐であった。
視聴者だけでなく歌手からも非難を受け、アヴリル・ラヴィーンは「そういったスターはライブ放送に出演する価値は無い」と相変わらずの毒舌で批判。後日、某パーティーにて鉢合わせた時、アシュリーが問いただすと彼女は「ごめんなさい」とひと言謝罪し、アシュリーも「もう子供じゃない」と大人な対応を取り一件落着したが、失われた信頼と人気は計り知れない。のちにこの時の気持ちを歌った曲をアルバムに収録している。

### MTV COOL CHRISTMAS 2005
MTV主催のイベントでは彼女はトリとして出演1曲目に「I Am Me」を熱唱。しかし2曲目の「L.O.V.E」の途中で彼女は突然舞台から消えてしまった。演奏はそのまま続けられ、結局歌が終わるまで顔を出さなかった。演奏終了後、ガラガラの声で謝罪をした。この一件以来アシュリーの声はガラガラで、この頃より「アーティスト限界説」が囁かれ始めた。

## 人物
- 髪色は元はブロンドで、差別化を図るため、黒に染めていた時期もあった。現在は、ブロンド、ブルネットや赤などの様々な色を楽しんでいるが、ほとんど赤に染めている。
- 自ら「私はこの狂った世界で生きる、セクシーな女の子」と称している。
- 米誌『Spin』が毎年発表している『ワースト・ドレッサー賞』と同時に同誌から発表される2006年度『最もひどいソロアーティスト』と『最もひどいライブパフォーマンス』の不名誉な2つを受賞。

### 私生活
父親はマネージャーで元牧師のジョー、母親はティナ。姉にジェシカ。元夫ピートとの間に息子のブロンクス。その後、俳優のビンセント・ピアッツァと交際していたが破局。ジェシカと元夫ニック・ラシェイとの間に子供が2人おり、その叔母でもある。皆、仲の良い家族である……というのは嘘。
両親ともにマスコミにしばしば登場していたが、父親にボーイフレンドがおり、両親が別居していることが2012年に発覚、仮面夫婦ぶりが報じられた。両親が離婚すると、アシュリーとジェシカがそれぞれの親についたため、家族は分裂した。
これまで俳優のジョシュ・ヘンダーソン、歌手のライアン・カブレラ、アシュリーのバックバンド・ギタリストのブラクストン・オリタと交際。
2008年5月17日、2006年から約2年間交際してきたフォール・アウト・ボーイのピート・ウェンツと結婚。アシュリーの実家で内輪を招き、結婚式を挙げる。神父を務めたのはもちろんアシュリーの父ジョー。この結婚式ではあるハプニングがあった。なんとアシュリーが身に着けていたダイヤのイヤリングが紛失。レンタルだったため、全員で探し回り無事に見つけたが、結婚式代よりも高額なアクセサリーだったそう。5月28日にはアシュリーが妊娠・改名を正式に発表。11月20日には待望の第一子である男の子を出産。名前はブロンクス・モウグリ（Bronx Mowgli Wentz）で、愛称は「BMW」となった。ブロンクスの名付け親はジム・クラス・ヒーローズのトラヴィー・マッコイ。セレブ夫婦には珍しく、生まれた子供と一緒にタブロイド誌の表紙を飾ることを嫌い、ピートは「いくらお金を積まれても写真は売らない」とコメントした。その後、ピートのブログでアシュリーとピート、ブロンクスの3人が写っている写真を初めて公開した。
2011年2月、アシュリーとピートは離婚申請をしたことを正式に発表。その4日前まではラブラブでパパラッチ写真を撮られていたばかりだった。
2013年にダイアナ・ロスの息子で歌手のエヴァン・ロスと交際を開始。2014年1月に婚約、8月に挙式。2015年に女児を出産。

## 受賞歴
- 2004年
  - ティーン・チョイス・アワード
    - “CHOICE SONG OF THE SUMMER” "Pieces Of Me"
    - ノンジャンル部門“FRESH(新人賞)”"Pieces Of Me"

  - Billboard Music Awards
    - “BEST NEW FEMALE ARTIST OF THE YEAR”
- 2005年
  - MTV Asia Music Awards
    - “FAVORITE INTERNATIONAL BREATHROUGH ARTIST”

  - 第47回グラミー賞
    - アルバムAutobiography のプロデューサー・ジョン・シャンクスが“PRODUCER OF THE YEAR NON-CLASSICAL”を受賞。

  - 第19回日本ゴールドディスク大賞
    - “ニュー・アーティスト・オブ・ザ・イヤー”
- 2006年
  - TRL Awards
    - “Bounce-Back Artist”

  - 2006 MTV Australia Video Music Awards
    - “Best Female Artist, Best Pop Video” "Boyfriend"

## ディスコグラフィ
- 『オートバイオグラフィー』 - Autobiography (2004年)
- 『アイ・アム・ミー』 - I Am Me (2005年)
- 『ビタースウィート・ワールド』 - Bittersweet World (2008年)

## フィルモグラフィ

### 映画
| 年   | タイトル                                          | 役名    | 備考       |
| ---- | ------------------------------------------------- | ------- | ---------- |
| 2002 | ホット・チック The Hot Chick                      | Monique |            |
| 2005 | Undiscovered                                      | Clea    | 主要人物   |
| 2006 | The Kelly Slater Celebrity Surf Invitational      | 自身役  | テレビ映画 |
| 2013 | スティーラーズ Pawn Shop Chronicles               | Theresa |            |
| 2016 | スペース・ドッグ Space Dogs Adventure to the Moon | Strelka | 声の出演   |

### テレビ
| 年        | タイトル                                                                     | 役名          | 備考                                                                                                  |
| --------- | ---------------------------------------------------------------------------- | ------------- | --- |
| 2001      | マルコム in the Middle Malcom in the Middle                                  | 女子高生      | ドラマ。エピソード「Reese Cooks」に出演                                                               |
| 2002–2004 | 7th Heaven                                                                   | Cecilia Smith | ドラマ。主役                                                                                          |
| 2003-2005 | ニューリーウェッズ 新婚アイドル:ニックとジェシカ Newlyweds: Nick and Jessica |               | リアリティーショー。自身として5回出演                                                                 |
| 2004-2005 | MTVアシュリー・シンプソン 〜デビューへの道〜 The Ashlee Simpson Show         |               | リアリティーショー。自身として出演                                                                    |
| 2004-2005 | サタデー・ナイト・ライブ Saturday Night Live                                 | 音楽ゲスト    | コメディ番組。「ジュード・ロウ/アシュリー・シンプソン」「ジョン・ヘダー/アシュリー・シンプソン」の2回 |
| 2009      | CSI:ニューヨーク CSI: NY                                                     | Lia Wickfield | ドラマ。5.18 ゲスト出演                                                                               |
| 2009-2010 | Melrose Place 2.0                                                            | Violet Foster | ドラマ。主要人物                                                                                      |